# Xã Schrunk, Quận Burleigh, Bắc Dakota
Xã Schrunk (tiếng Anh: Schrunk Township) là một xã thuộc quận Burleigh, tiểu bang Bắc Dakota, Hoa Kỳ. Năm 2010, dân số của xã này là 18 người.